# Hakainde Hichilema
Hakainde Hichilema, zambijski politik in poslovnež; * 4. junij 1962, Hachipona, Zambija.
Je zambijski poslovnež in politik, ki je sedmi in aktualni predsednik Zambije, in sicer od 24. avgusta 2021. Po neuspešnih nastopih na volitvah 2006, 2008, 2011, 2015 in 2016, je na predsedniških volitvah leta 2021 zmagal z več kot 59 % glasov. Od leta 2006 vodi Združeno stranko za nacionalni razvoj.
Pred izvolitvijo je bil Hichilema glavni nasprotnik Edgarja Lungua, predsednika Zambije med letoma 2015 in 2021. 11. aprila 2017 je bil Hichilema aretiran in obtožen izdaje, kar bi naj Lungu storil, da bi utišal političnega tekmeca. Protesti v Zambiji in tujini so zahtevali izpustitev Hichileme in obsodili vse večjo avtoritarnost Lungujevega režima. Hichilema je bil 16. avgusta 2017 izpuščen iz zapora, obtožba veleizdaje pa je bila umaknjena.

## Zgodnje življenje in kariera
Hichilema se je rodil v vasi v okrožju Monze v današnji Zambiji. Prejel je štipendijo za študij na Univerzi v Zambiji in leta 1986 diplomiral iz ekonomije in poslovne administracije. Nadalje je diplomiral iz financ in poslovne strategije na Univerzi v Birminghamu v Združenem kraljestvu.
Bil je glavni izvršni direktor Coopers in Lybrand Zambia (1994–1998) ter Grant Thornton Zambia (1998–2006).

## Politična kariera
Hichilema je član vladajoče Združene stranke za nacionalni razvoj, liberalne politične stranke. Po smrti Andersona Mazoke leta 2006 je bil izvoljen tudi za predsednika stranke. Bil je tudi vodja Združenega demokratskega zavezništva (UDA), zavezništva treh opozicijskih političnih strank.
Na volitvah leta 2006 je bil Hichilema kandidat UDA in je kandidiral proti takratnemu predsedniku Levyju Mwanawasi iz Gibanja za večstrankarsko demokracijo in kandidata domoljubne fronte Michaelu Sati. Prejel je potrditev nekdanjega predsednika Kennetha Kaunde . Volitve so bile 28. septembra 2006 in Hichilema je s približno 25 % glasov zasedel tretje mesto.
Hichilema je kandidiral kot kandidat UPND na volitvah leta 2008, ki so bile razpisane po smrti predsednika Levyja Mwanawase. Z 19,7 % glasov je zasedel 3. mesto. Junija 2009 je njegova stranka sklenila pakt z Domoljubno fronto (PF) Michaela Sate, da skupaj nastopita na volitvah leta 2011. Vendar pa so neodločnost glede kandidata pakta, globoko nezaupanje in obtožbe o tribalizmu z obeh strani povzročile propad pakta marca 2011.
Bil je eden od dveh glavnih kandidatov na predsedniških volitvah januarja 2015, ki jih je izgubil s tesno razliko 27.757 glasov (1,66 %) proti kandidatu vladajoče stranke Edgarju Lunguju. Hichilema je volitve označil za lažne in svoje privržence pozval, naj kljub temu ostanejo mirni. Znova se je kot glavni opozicijski kandidat soočil z Lungujem na predsedniških volitvah avgusta 2016 in bil ponovno tesno poražen.
Aprila 2017 je bil aretiran zaradi suma izdaje in obtožen poskusa strmoglavljenja vlade. V zaporu je bil štiri mesece, preden je dobil nolle prosequi.
Hichilema se je na volitvah 12. avgusta 2021 še šestič potegoval za predsednika in zmagal.

### Čas v zaporu
Hichilema je bil aretiran 11. aprila 2017. V noči na 11. april 2017 je zambijska policija vdrla v njegovo hišo, da bi ga aretirala. Takrat je bil glavni opozicijski voditelj v državi, aretacijo pa je naročila vlada predsednika Edgarja Lunguja in ga obtožena izdaje, saj da je ogrožal predsednikovo življenje, ko so ovirali Lungujev konvoj. Primer so mnogi obravnavali kot manjši prometni prekršek in ne kot izdajo. Hichilema je odločno zanikal obtožbo, za katero je zagrožena najvišja smrtna kazen. Policija je s prekomerno silo  vstopila v Hichilemino domovanje in poškodovala njegov dom ter premoženje, pretepla njegove delavce, ukradla denar, nakit, pa tudi spodnje perilo, čevlje, zvočnike, odeje, preproge in hrano iz kuhinje ter iztrebljala na Hichilemovo posteljo. Prav tako so v Hichilemov dom vrgli bombe solzilca, zaradi česar so imeli njegova astmatična žena in otroci tudi zdravstvene težave.
Hichilema je v intervjuju za HARDtalk povedal, da je bil v zaporu osem dni v samici brez hrane, vode, svetlobe ali obiskov, da so ga mučili s popranjem njegovega penisa, prav tako je obtožil predsednika Lunguja, da ga je poskušal ubiti. Njegovo ženo Mutinto so uslužbenci zapora zavrnili, ko mu je prinesla hrano. 
Prvega zambijskega predsednika Kennetha Kaundo so uradniki zapora odslovili, ko je želel Hichilemo obiskati v zaporu. Mmusi Maimane, vodja stranke Demokratična zveza (Južna Afrika), se je zapletel v konflikt z zambijsko policijo, ko se je želel v Zambiji udeležiti sojenja Hichilemi. Niso mu dovolili izstopiti z letala, zasegli so mu telefon in ga nagnali. Zaradi tega je južnoafriško zunanje ministrstvo poklicalo veleposlanika Zambije v Južni Afriki Emmanuela Mwamba, da bi pojasnil dejanja zambijskega režima. Uspelo pa je Hilchilemo v zaporu obiskati nekdanjemu predsedniku Nigerije Olusegunu Obasanji in generalni sekretarki Commonwealtha, baronici Patricii Scotland, ki ga je obiskala dvakrat.
Medtem ko je bil Hichilema v zaporu, je predsednik Lungu uvedel izredno stanje, kar so kritiki označili kot poskus, da bi okrepil svoj nadzor nad oblastjo.
Po vsej Zambiji so potekala slavja, ko je bil Hichilema 16. avgusta 2017 izpuščen iz zapora. Nekdanji generalni sekretar Organizacije združenih narodov Kofi Annan je čestital zambijskim oblastem, da so opustile obtožbe o izdaji proti Hichilemi in ga izpustile iz zapora.

## Nagrade
Hichilema je 27. oktobra 2017 na dogodku v Johannesburgu v Južni Afriki prejel nagrado za svobodo Afrike s strani fundacije Friedrich Naumann za svobodo. 

## Zasebno
Hichilema je poročen z Mutinto Hichilema in ima tri otroke. Je krščeni član cerkve adventistov sedmega dne in 12. decembra 2020 sta z ženo postala mojstra vodnika v Lusaki. Hichilema je milijonar in drugi največji goveji rančer v Zambiji.
Decembra 2014 je zanikal, da je prostozidar, in ljudi, ki so ga obtoževali, označil za zlonamerne. Tožil je tudi škofa Edwarda Chomba iz pravoslavne cerkve zaradi obrekovanja, potem ko ga je prvi označil za satanista in prostozidarja.
Hichilema je bil omenjen tudi v Panamskih dokumentih, pri čemer vir navaja, da je bil od marca do avgusta 2006 direktor bermudskega podjetja AfNat Resources Ltd. Podjetje se je ukvarjalo z raziskovanjem niklja v Zambiji in drugih afriških državah. Po navedbah Mednarodnega konzorcija preiskovalnih novinarjev je "podjetje kotiralo na londonskem trgu alternativnih naložb do leta 2010, ko ga je kupilo kanadsko rudarsko podjetje Axmin za približno 14 milijonov dolarjev."